# HMS H48
HMS H48 (pennant number - H48) – brytyjski okręt podwodny typu H. Zbudowany w latach 1917–1919 w stoczni William Beardmore and Company w Dalmuir, gdzie okręt został wodowany 31 marca 1919 roku. Do służby w Royal Navy został przyjęty 23 czerwca 1919 roku.
HMS H48 należał do serii okrętów typu H ze zmienioną konstrukcją. Po internowaniu części okrętów budowanych na zlecenie w Stanach Zjednoczonych zapadła decyzja o przeniesieniu produkcji do Wielkiej Brytanii. Od początku 1917 roku do końca 1920 roku w stoczniach Vickers, Cammell Laird, Armstrong Whitworth, Beardmore oraz HM Dockyard wybudowano 23 okręty tego typu.
30 sierpnia 1935 roku okręt został sprzedany firmie Rees w Llanelly.